# 58. Infanterie-Division (5. Königlich Sächsische)
Die 58. Infanterie-Division (5. Königlich Sächsische) war ein Großverband der Sächsischen Armee im Ersten Weltkrieg. Zunächst als sächsisch-württembergische Division aufgestellt, wurde die Einheit nach dem Austausch der württembergischen Formationen Anfang 1917 ein rein sächsischer Verband.

## Geschichte
Die Division wurde am 1. März 1915 gebildet, zunächst an der Westfront eingesetzt, dort nach kurzer Zeit jedoch wieder herausgelöst und an die Ostfront verlegt. Dort verblieb sie bis Oktober 1915 und trat dann wieder an der Westfront an. Mitte April 1917 erfolgte eine abermalige, knapp sechs Monate lange Verlegung an die Ostfront, bevor die Division dann bis zum Waffenstillstand im Westen kämpfte. Nach Kriegsende kehrte die Division in die Heimat zurück, wo sie im Januar 1919 demobilisiert und anschließend aufgelöst wurde.

### Gefechtskalender

#### 1915
- 05. März bis 9. Mai – Reserve der OHL
- 09. Mai bis 21. Juni – Schlacht bei La Bassée und Arras
- 21. Juni bis 13. Juli – Stellungskämpfe an der Yser
- 12. bis 20. Juli – Reserve der OHL
- 20. bis 24. Juli – Transport nach dem Osten
- 25. Juli bis 26. August – Narew-Bobr-Schlacht
- 26. Juli bis 3. August – Erster Narewübergang an der Szkwa-Mündung
- 11. bis 15. August – Kämpfe am Slina-Abschnitt
- 16. bis 25. August – Zweiter Narewübergang bei Tykozin, Zoltki und Kruschewo
  - 24. bis 26. August – Kämpfe bei Bialystok, Knyszyn und am Beresina-Abschnitt
- 01. bis 8. September – Njemen-Schlacht
- 09. September bis 2. Oktober – Schlacht bei Wilna
- 03. bis 13. Oktober – Stellungskämpfe zwischen Smorgon und Narotsch-See
- 13. bis 21. Oktober – Transport nach dem Westen
- ab 21. Oktober – Stellungskämpfe in Lothringen

#### 1916
- bis 11. März – Stellungskämpfe in Lothringen
- 12. März bis 6. April – Schlacht um Verdun
- 09. April bis 12. September – Stellungskämpfe in der Champagne
- 13. bis 26. September – Schlacht an der Somme
- 28. September bis 22. Oktober – Stellungskämpfe an der Yser
- 22. Oktober bis 20. November – Schlacht an der Somme
- 20. November bis 17. Dezember – Reserve der 1. Armee
- ab 18. Dezember – Stellungskämpfe vor Verdun

#### 1917
- bis 20. März – Stellungskämpfe vor Verdun
- 21. März bis 5. April – Stellungskämpfe in der Champagne
- 06. bis 23. April – Doppelschlacht Aisne-Champagne
- 23. bis 29. April – Transport nach dem Osten
- 29. April bis 17. Mai – Reserve Oberost
- 17. Mai bis 17. September – Stellungskämpfe zwischen Krewo-Smorgon-Natotsch-See und Tweretsch
- 18. September bis 6. Oktober – Stellungskämpfe zwischen Njemen-Beresina-Krewo-Smorgon-Narotsch-See und Tweretsch
- 06. bis 10. Oktober – Transport nach dem Westen
- 10. bis 13. Oktober – Reserve der Heeresgruppe „Kronprinz Rupprecht“
- 13. Oktober bis 3. Dezember – Herbstschlacht in Flandern
- ab 4. Dezember – Stellungskämpfe in Flandern

#### 1918
- bis 9. April – Stellungskämpfe in Flandern
- 10. bis 15. April – Stellungskrieg in Flandern
- 16. bis 29. April – Kämpfe im Wytschaete-Bogen
- 30. April bis 24. August – Stellungskrieg in Flandern
- 24. August bis 2. September – Schlacht bei Monchy-Bapaume
- 03. bis 26. September – Kämpfe vor der Siegfriedfront
- 27. September bis 8. Oktober – Abwehrschlacht zwischen Cambrai und St. Quentin
- 09. Oktober bis 4. November – Kämpfe vor und in der Hermannstellung
- 05. bis 11. November – Rückzugskämpfe vor der Antwerpen-Maas-Stellung
- ab 12. November – Räumung des besetzten Gebietes und Marsch in die Heimat

## Gliederung

### Kriegsgliederung vom 6. März 1915
- 116. Infanterie-Brigade
  - Infanterie-Regiment „König Georg“ (7. Königlich Sächsisches) Nr. 106
  - Infanterie-Regiment „Prinz Johann Georg“ (8. Königlich Sächsisches) Nr. 107
  - Württembergisches Reserve-Infanterie-Regiment Nr. 120
  - Radfahr-Kompanie Nr. 58
  - 4. Eskadron/2. Königlich Sächsisches Ulanen-Regiment Nr. 18
- 58. Feldartillerie-Brigade
  - Feldartillerie-Regiment Nr. 115
  - Württ. Feldartillerie-Regiment Nr. 116
  - Fußartillerie-Bataillon Nr. 58
  - Pionier-Kompanie Nr. 115
  - Württ. Pionier-Kompanie Nr. 116

### Kriegsgliederung vom 22. August 1918
- 116. Infanterie-Brigade
  - Reserve-Infanterie-Regiment Nr. 103
  - Infanterie-Regiment „König Georg“ (7. Königlich Sächsisches) Nr. 106
  - Infanterie-Regiment „Prinz Johann Georg“ (8. Königlich Sächsisches) Nr. 107
  - 4. Eskadron/2. Königlich Sächsisches Ulanen-Regiment Nr. 18
- Artillerie-Kommandeur Nr. 57
  - Feldartillerie-Regiment Nr. 115
  - Fußartillerie-Bataillon Nr. 97
- Pionier-Bataillon Nr. 142
- Divisions-Nachrichten-Kommandeur Nr. 58

## Kommandeure
| Dienstgrad                   | Name                           | Datum                            |
| ---------------------------- | ------------------------------ | -------------------------------- |
| Generalmajor/Generalleutnant | Georg von Gersdorff            | 05. März 1915 bis 14. April 1917 |
| Generalmajor                 | Woldemar Vitzthum von Eckstädt | 15. April 1917 bis Januar 1919   |